# Єреван (станція)
Ця стаття про станцію Єреван. Стаття про місто — Єреван
Єрева́н (вірм. Երևան) — залізнична станція в столиці Вірменії Єревані на площі Давида Сасунського. Поруч розташована станція Єреванського метрополітену «Сасунци Давід».

## Історія

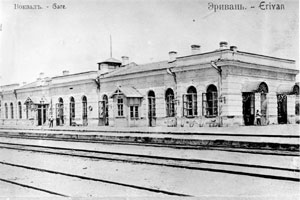
Будівля вокзалу Ерівані у 1902 р.

У 1902 році через Ерівань пройшла перша залізнична лінія, що з'єднала її з Александрополем та Тіфлісом, у 1908 році друга лінія з'єднала її з Джульфою та Персією. Будівлю вокзалу побудовано у 1956 р. 31 липня 2009 р. на станції був відкритий музей залізничного транспорту Вірменії.

## Рух потягів

### Потяги далекого сполучення

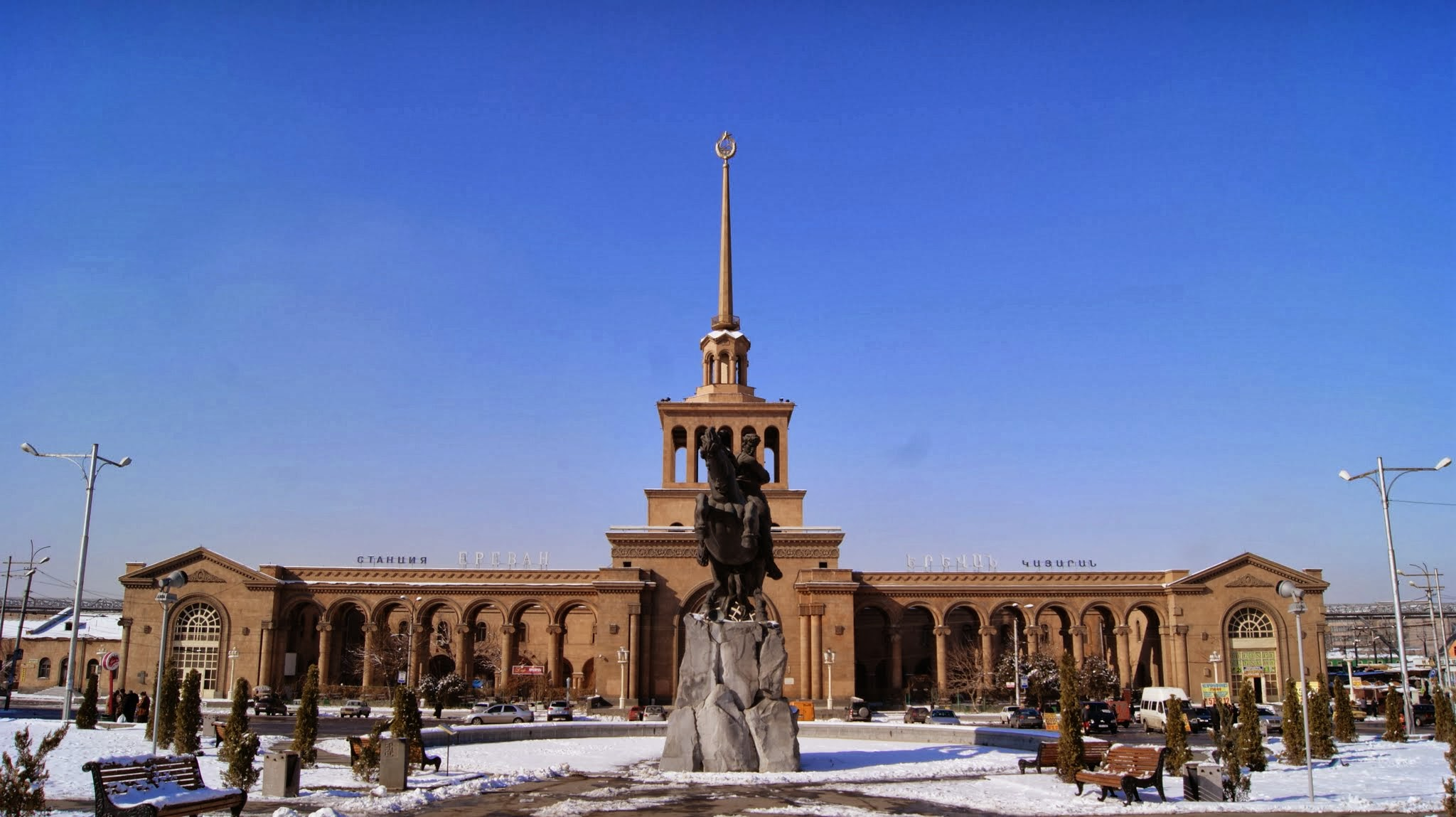
Сучасний залізничний вокзал

- Швидкий поїзд «Вірменія» № 372/371 Єреван — Тбілісі курсує цілий рік через добу, відправленням з Єревана о 20:20 по парних числах та прибуттям у Тбілісі о 08:15. З Тбілісі поїзд відправляється по непарних числах о 16:40 та прибуває до Єревана о 06:06. Поїзд складається з двох спальних вагонів (вартість проїзду — 11 391 драм), одного купейного вагона (вартість проїзду — 5652 драми), одного плацкартного вагона (вартість проїзду — 3527 драм), одного загального вагона (вартість проїзду — 2619 драм), одного вагона-ресторану та одного поштового вагона.

- Швидкий поїзд № 202/201 Єреван — Батумі курсує влітку (з червня по вересень) через добу. У 2009 році відправлявся з Єревана о 22:30 по непарних, а прибував до Батумі о 16:56. Поїзд складається з двох спальних вагонів, шести — купейних та 4 плацкартних. Вартість квитка з Єревана до Батумі у вагоні «СВ» коштувала 22 112 драм (у 2008 році — 18 124 драм), в купе залежно від наданих послуг — від 10 760 до 11 710 драм (у 2008 році було 9 300), а у плацкарті — 6939 драм[3][4][5][6].

### Приміські електропоїзди

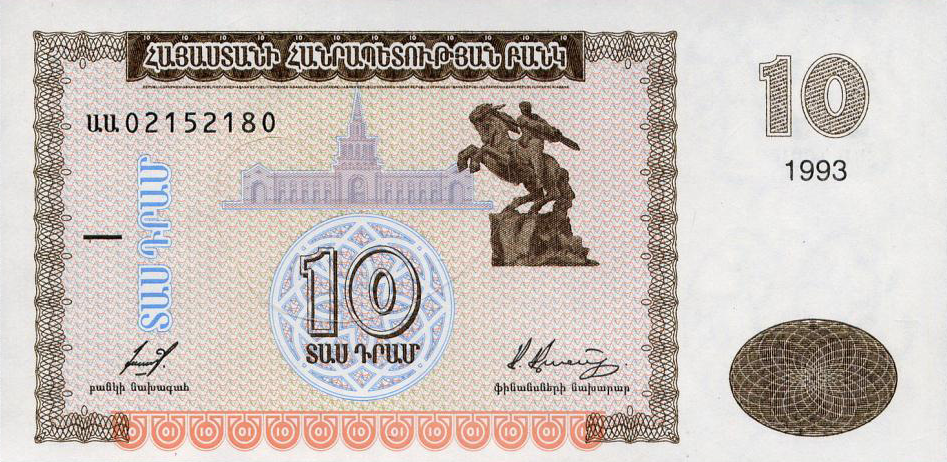
Вокзал станції Єреван на банкноті номіналом 10 вірменських драм (1993—2004)

Усі електропоїзди курсують щоденно, секції складаються переважно з чотирьох, рідше з шести вагонів. Розглядається можливість запуску електропоїзда з відповідним будівництвом залізничної ділянки з аеропорту «Звартноц» до залізничного вокзалу Єревана, а також пуску електропоїзда зі станції Аршалуйс до Єревана. У майбутньому можливий запуск міської електрички, яка буде проходити в межах міста Єревана. З центрального вокзалу відправляються більшість пасажирських поїздів, але деякі поїзди відправляються зі станції Канакер, яка розташована в північній частині міста.
Вартість проїзду складає:
- до Гюмрі — 950 драм (відстань — 154 км);
- до Армавіра — 300 драм (відстань — 48 км);
- до Арарата — 250 драм (відстань — 48 км);
- до Єрасха — 500 драм (відстань — 65 км).

## Див. також

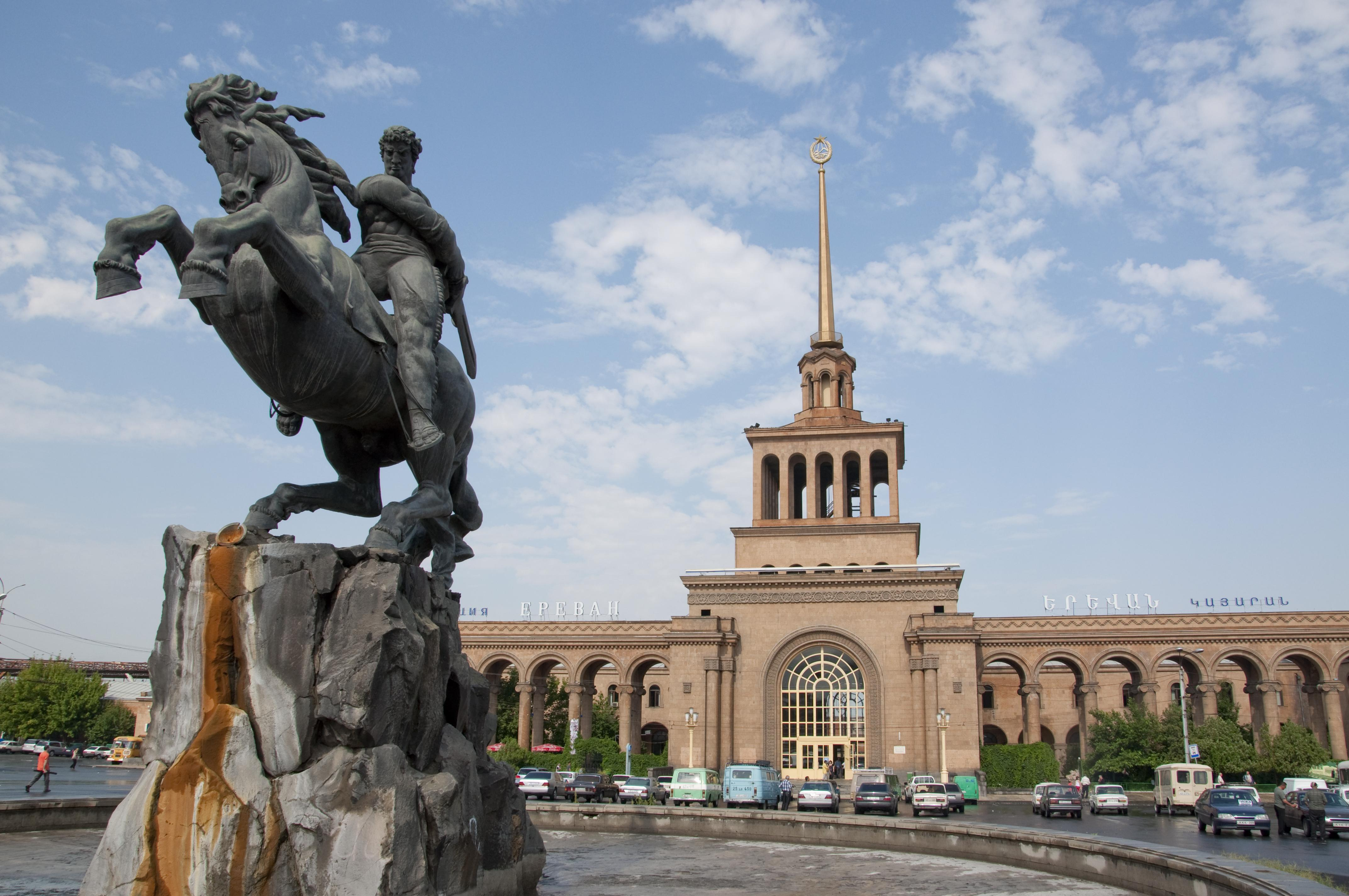
Пам'ятник Давіду Сасунци